# Satanas minor
Satanas minor là một loài ruồi trong họ Asilidae. Satanas minor được Portschinsky miêu tả năm 1887. Loài này phân bố ở vùng Cổ Bắc giới.